# شعب حجاج (المخادر)

تعديل مصدري - تعديل

شعب حجاج محلة تابعة لقرية دقار، التابعة لعزلة السحول بمديرية المخادر إحدى مديريات محافظة إب في الجمهورية اليمنية، بلغ تعداد سكانها 50 حسب تعداد اليمن لعام 2004.